# Raad van Organisatie-Adviesbureaus
De Raad van Organisatie-Adviesbureaus (ROA) is een Nederlandse branchevereniging van een groep organisatieadviesbureaus in Nederland opgericht in 1970. Tegenwoordig zijn 22 bureaus met zo'n 3600 organisatieadviseurs bij de ROA aangesloten.
De ROA is een afsplitsing van de Orde van organisatiekundigen en -adviseurs (Ooa). De evenknie van de ROA in Amerika, de Association of Management Consulting Firms werd al opgericht in 1929. In Nederland heeft de Orde van organisatiekundigen en -adviseurs lange tijd zowel de adviseurs als de bureaus vertegenwoordigd. Begin jaren vijftig had de Ooa een sectie voor bureauhoofden opgezet en hieruit ontstond twintig jaar later de ROA.
Naast de belangenbehartiging houdt de ROA zich onder andere bezig met kwaliteitsborging en het opstellen van gedragscodes. Zo heeft de raad brochures uitgegeven over "kwaliteitszorg voor organisatie-advieswerk" (1992), en "Gedragscode en tuchtrecht" (1997). Sinds 2010 bieden ze online een canon waarin een overzicht wordt gegeven van de historische ontwikkeling van het organisatieadviesvakgebied.